# Wladimir Schewiakoff
Wladimir Timopheevich Schewiakoff (29 octobre 1859, Saint-Pétersbourg – 18 octobre 1930, Irkoutsk)  est un professeur biologiste russe spécialiste des protistes.

## Biographie

### Formation
Schewiakoff est né à Saint-Pétersbourg en 1859 de Timophey Phedorovich et de Elizabeth Christine Sievers. Sa mère, issue d'une famille prussienne très connue, est née à Tuckum (près de Riga) et son père est marchand. Wladimir a terminé ses études à l'école Reformat Church 1877. N'étant pas forcément un excellent élève et bien qu'il s'intéresse à la biologie, ses résultats et son certificat scolaire ne lui ont pas permis d'entrer à l'université. Il passe alors les deux années suivantes à l'académie des mines de Saint-Pétersbourg.
L'attrait de la biologie ne le quitte pas et il devient membre correspondant de la Société impériale d'entomologie en 1880. Il organise une expédition de recherche sponsorisée dans le Caucase et y collecte divers spécimens d'insectes. Cette expédition finit de le convaincre et il quitte l'académie des mines. Il obtient une autorisation spéciale du Ministère de l'éducation publique pour devenir étudiant de l'Université de Saint-Pétersbourg dans le département Naturaliste de la faculté de Physique-Mathématiques en en 1881.

### Perfectionnement en Europe
Décidé à suivre de meilleures formations, il quitte la Russie trois ans plus tard et rejoint Heidelberg. À partir de 1885, il y suit les cours du professeur Otto Bütschli, l'un des plus célèbres zoologistes de l'époque.
Il épousera Lydia Kowalevsky, la plus jeune fille d'Alexander Kovalevsky. Il devient professeur à l'université de Saint-Pétersbourg jusqu'en 1911 lorsqu'il quitte la science pour devenir vice-ministre dans le gouvernement du Tsar Nicolas. Pendant la Révolution, avec sa famille il part pour Perm dans l'Oural et en 1920 devient professeur à Irkutsk.
Il est surtout connu pour ses travaux sur les Radiolaires, les Ciliés et les Acantharea.

## Ordres créés
Dans la famille des Acantharia, Schewiakoff est à l'origine de la description de nouveaux ordres :
- Arthracanthida Schewiakoff, 1926
- Chaunacanthida Schewiakoff, 1926
- Holacanthida Schewiakoff, 1926
- Symphyacanthida Schewiakoff, 1926